# Obere Warnow
Obere Warnow est une municipalité allemande du land de Mecklembourg-Poméranie-Occidentale et l'arrondissement de Ludwigslust-Parchim.

## Personnalités liées à la ville
- Steffen Blochwitz (1967-, coureur cycliste né à Herzberg.